# Utah Starzz 2000
La stagione 2000 delle Utah Starzz fu la 4ª nella WNBA per la franchigia.
Le Utah Starzz arrivarono quinte nella Western Conference con un record di 18-14, non qualificandosi per i play-off.

## Roster
| N° | Naz.                   | Ruolo | Sportivo            | Anno | Alt. | Peso |
| -- | ---------------------- | ----- | ------------------- | ---- | ---- | ---- |
| 4  | Stati Uniti (bandiera) | G     | Stacy Frese         | 1976 | 168  | 57   |
| 7  | Croazia (bandiera)     | G     | Korie Hlede         | 1975 | 175  | 68   |
| 8  | Stati Uniti (bandiera) | G     | Jennifer Azzi       | 1968 | 173  | 65   |
| 12 | Polonia (bandiera)     | C     | Margo Dydek         | 1974 | 218  | 101  |
| 13 | Ungheria (bandiera)    | G     | Dalma Iványi        | 1976 | 178  | 61   |
| 15 | Stati Uniti (bandiera) | A     | Adrienne Goodson    | 1966 | 183  | 74   |
| 21 | Stati Uniti (bandiera) | A     | Kym Hope            | 1977 | 188  | 75   |
| 23 | Stati Uniti (bandiera) | A     | LaTonya Johnson     | 1975 | 183  | 69   |
| 24 | Stati Uniti (bandiera) | C     | Natalie Williams    | 1970 | 188  | 91   |
| 30 | Stati Uniti (bandiera) | G     | Kate Starbird       | 1975 | 185  | 63   |
| 33 | Stati Uniti (bandiera) | C     | Katryna Gaither     | 1975 | 191  | 77   |
| 34 | Samoa (bandiera)       | AC    | Naomi Mulitauaopele | 1976 | 191  | 94   |
| 52 | Stati Uniti (bandiera) | A     | Kristen Rasmussen   | 1978 | 188  | 79   |
| 54 | Stati Uniti (bandiera) | C     | Amy Herrig          | 1977 | 193  | 86   |

## Staff tecnico
- Allenatore: Fred Williams
- Vice-allenatori: Candi Harvey, Richard Smith